# Copa d'Honor de Maputo
La Copa d'Honor de Maputo és una competició futbolística de Moçambic. La primera edició es disputà la temporada 2000-01.

## Historial
- 2000/01 Costa do Sol
- 2001/02 Ferroviario de Maputo
- 2003 No es disputà
- 2004 No es disputà
- 2005 Ferroviario de Maputo
- 2006 Maxaquene
- 2007 Desportivo de Maputo
- 2008 Desportivo de Maputo
- 2009 Costa do Sol